# Allhelgonakyrkan (Lund)

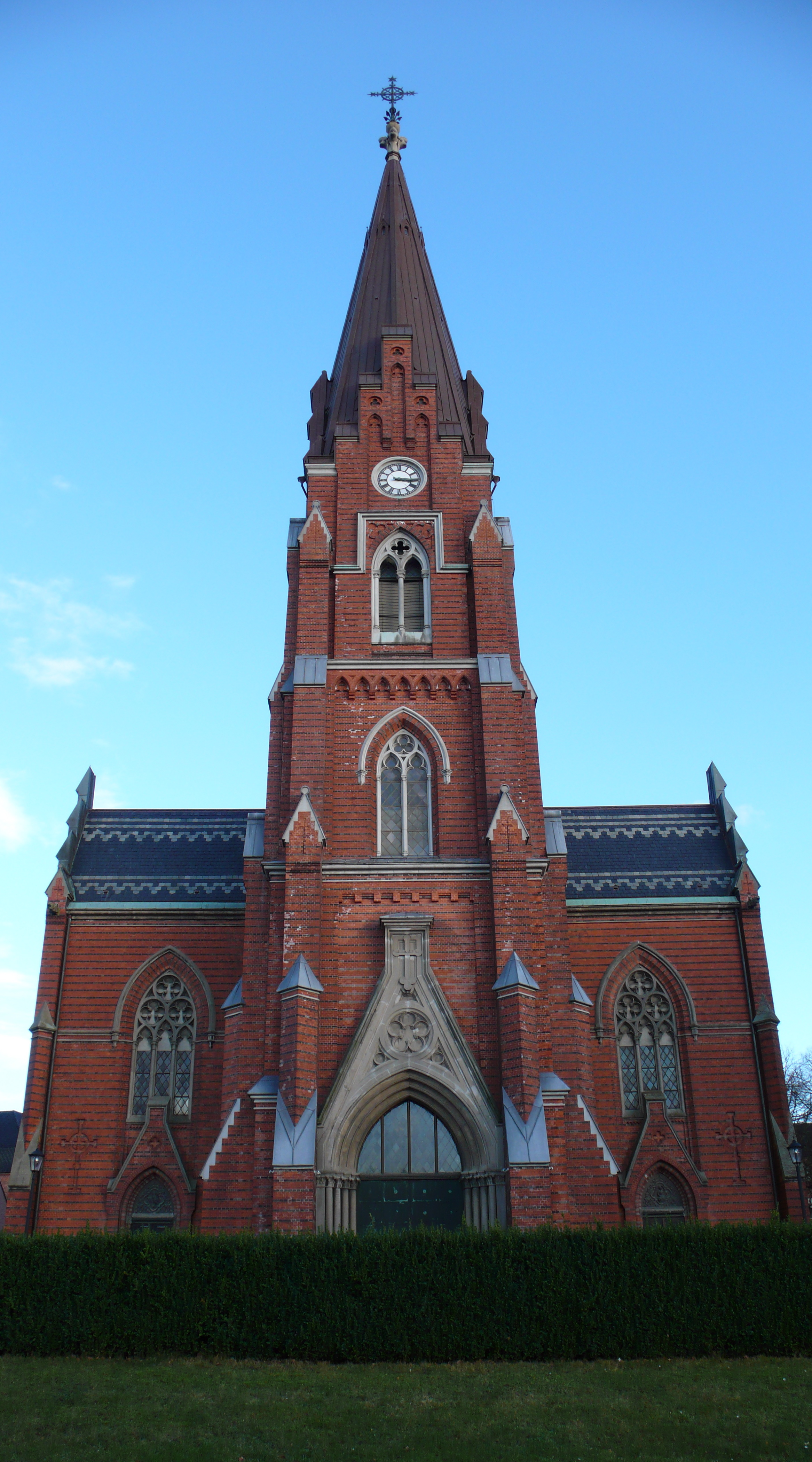
Allhelgonakyrkan

Die Allhelgonakyrkan (Allerheiligenkirche) ist eine Kirche in der südschwedischen Stadt Lund im gleichnamigen Bistum. Sie liegt etwa 600 m nördlich des Domes zu Lund und ist mit 72 Metern das höchste Bauwerk der Stadt.

## Baugeschichte
Durch den starken Bevölkerungszuwachs in der ersten Hälfte des 19. Jahrhunderts war der Dom als Versammlungskirche zu klein geworden. 1876 beschlossen die Kirchenoberen unter der Leitung des damaligen Bischofs Wilhelm Flensburg den Bau einer neuen Kirche. Helgo Zettervall legte 1877 erste Zeichnungen vor und 1887 begann man mit dem Bau der Kirche im neugotischen Stil. An Allerheiligen 1891 wurde die Kirche als erste Versammlungskirche in Lund seit dem 12. Jahrhundert eingeweiht. Erneuert wurden seitdem die drei Glocken, die in Ystad gegossen und zum 75. Jahrestag der Kirche 1966 eingeweiht wurden. Heute gilt die sie als besterhaltenes Kirchenbauwerk Helgo Zettervalls.
Im Sommer 2009 wurde die Kirche renoviert und 5000 bis 6000 Backsteine erneuert.

## Ausstattung
Der Altar besteht aus ungeschliffenem Zement. Gezeigt wird in der Mitte ein hölzernes Kruzifix, welches seitlich von Apostel Johannes sowie der Mutter Jesu flankiert wird.
Sämtliche Fenster wurden in Innsbruck hergestellt. Besonders erwähnenswert sind die hohen Fenster auf der Nord- und Südseite des Chores. Sie beschäftigen sich mit Szenen der Himmelfahrt Christi aus der Apostelgeschichte des Lukas. Das Taufbecken ist aus poliertem Zement hergestellt und befindet sich auf der rechten Seite des Chores.

### Orgel
Die Orgel wurde 1969 durch den Orgelbauer Mårtenssons erbaut. Das Instrument hat 49 Register auf vier Manualwerken und Pedal. Die Spieltrakturen sind mechanisch, die Registertrakturen sind elektrisch.
| I Rückpositiv C– |       |
| Trägedackt       | 8′    |
| Kvintadena       | 8′    |
| Principal        | 4′    |
| Blockflöjt       | 4′    |
| Gemshorn         | 2′    |
| Sesquialtera II  | 2 ⁄3′ |
| Scharf III       |       |
| Krumhorn         | 8′    |
| Tremulant        |       |

| II Hauptwerk C– |       |
| Principal       | 16′   |
| Oktava          | 8′    |
| Rörflöjt        | 8′    |
| Oktava          | 4′    |
| Spetsflöjt      | 4′    |
| Kvinta          | 2 ⁄3′ |
| Oktava          | 2′    |
| Mixtur VI       |       |
| Cornett IV      |       |
| Trumpet         | 8′    |

| III Schwellwerk C–  |        |
| Flûte harmonique    | 8′     |
| Italiensk principal | 8′     |
| Salicional          | 8′     |
| Voix céleste        | 8′     |
| Oktava              | 4′     |
| Traversflöjt        | 4′     |
| Spetskvint          | 2 ⁄3′  |
| Waldflöjt           | 2′     |
| Ters                | 1 3⁄5′ |
| Mixtur IV           |        |
| Fagott              | 16′    |
| Trumpet harmonique  | 8′     |
| Oboe                | 8′     |

| IV Brustwerk C– |       |
| Gedackt         | 8′    |
| Rörflöjt        | 4′    |
| Principal       | 2′    |
| Nasat           | 1 ⁄3′ |
| Blockflöjt      | 1′    |
| Klockcymbel III |       |
| Vox humana      | 8′    |
| Tremulant       |       |

| Pedalwerk C– |         |
| Principal    | 16′     |
| Subbas       | 16′     |
| Kvinta       | 10 2⁄3′ |
| Oktava       | 8′      |
| Gedackt      | 8′      |
| Oktava       | 4′      |
| Nachthorn    | 2′      |
| Mixtur VI    |         |
| Basun        | 16′     |
| Trumpet      | 8′      |
| Skalmeja     | 4′      |